# De Toestand is Hopeloos maar niet Ernstig
De Toestand is Hopeloos maar niet Ernstig was een Vlaams komisch radioprogramma, dat van 1993 tot en met 2004 op Radio 1 werd uitgezonden. 
In het programma blikten wekelijks vijf columnisten op humoristische wijze terug op de actualiteit. De titel verwijst in eerste instantie naar de film Situation Hopeless... But Not Serious van Gottfried Reinhardt. Die is gebaseerd op het boek The Hiding Place van Robert Shaw. Via die weg gaat het terug op een oud Weens spreekwoord. 
Op 21 maart 2020 kondigde Radio 1 aan dat er nieuwe afleveringen van het programma komen, ditmaal op zondag tussen 17u en 18u. Het programma Sporza Radio dat normaal gezien van 14u tot 18u liep, kon een uur afstaan omdat de sportactualiteit door de vele afgelastingen als gevolg van de corona-crisis veel minder tijd nodig had op zondagmiddag.

## Lijst van columnisten die aan het programma meewerkten
- Johan Anthierens
- Walter van den Broeck
- Hugo Camps
- Urbaan De Becker
- Bob De Groof
- Luuk Gruwez
- Marc Van den Hoof
- Geert van Istendael
- Bert Kruismans
- Tom Naegels
- Marc Reynebeau
- Ingrid Vander Veken
- Wim Vanseveren
- Jan Wauters